# Gbonfiasso
Gbonfiasso är en ort i Burkina Faso.   Den ligger i regionen Sud-Ouest, i den sydvästra delen av landet, 280 km sydväst om huvudstaden Ouagadougou. Gbonfiasso ligger 311 meter över havet och antalet invånare är 567.
Terrängen runt Gbonfiasso är platt. Runt Gbonfiasso är det glesbefolkat, med 18 invånare per kvadratkilometer.. Närmaste större samhälle är Mougué, 13,4 km norr om Gbonfiasso.
Omgivningarna runt Gbonfiasso är huvudsakligen savann.